# OMIKE
OMIKE (ungarisch für Országos Magyar Izraelita Közművelődési Egyesület „Nationaler ungarisch-israelitischer Bildungsverein“) war ein von 1910 bis 1944 bestehender ungarischer Verein zur Aufrechterhaltung und Förderung jüdischer Kultur in Ungarn.

## Geschichte
OMIKE wurde 1910 vom Budapester Oberrabbiner, Simon Hevesi, mit dem Ziel gegründet, die traditionellen Werte des Judentums an säkularisierte Juden zu vermitteln. OMIKE unterhielt in ungarischen Städten verschiedene kulturelle und soziale Angebote, wie z. B. Mensen für auswärtige Studenten, Bibliotheken und Wohnheime für Lehrlinge und Studenten, und veranstaltete Sommerlager und Vortragsabende. Ab 1939 wurden Schauspieler, Sänger und andere Künstler, die ihren Beruf aufgrund der Juden diskriminierenden Gesetze der deutschlandnahen ungarischen Regierung nicht mehr ausüben konnten, unterstützt.

### Geschichte ab 1938
Mit den Judengesetzen seit 1938 wurde das jüdische kulturelle Leben gewaltsam isoliert und war nur noch in den Synagogen, im Goldmark-Saal, im Jüdischen Museum und in den kleineren kulturellen Einrichtungen gestattet. Jüdische Autoren durften nur noch in jüdischen Verlagen verlegt werden, sie durften nur noch in jüdischen Zeitungen schreiben. In der ungarischen Gesellschaft regte sich kein Widerstand, weil die Maßnahmen dem grassierenden Antisemitismus entsprachen. Die intellektuelle Ghettoisierung war bereits vollzogen, bevor später die räumliche Ghettoisierung angeordnet wurde.
Ergänzend zu den Judengesetzen wurde vom Innenminister Ferenc Keresztes-Fischer am 12. September 1938 dem OMIKE gestattet, seine Aktivitäten auszudehnen. In der Goldmark-Halle fanden zunächst Theater-Aufführungen und Lesungen, im OMIKE-Kammertheater Musikaufführungen und im Kulturhaus am Bethlen-Platz Varieté und Dichterlesungen statt, anfänglich dreimal wöchentlich, Samstag, Sonntag und Dienstag, ab 1942 auch am Donnerstag. Für die Veranstaltungen wurde ein Abonnenten-System eingerichtet, für einige Veranstaltungen konnten Sponsoren gewonnen werden.
Am 11. November 1939 war Ernő Szép der Conférencier des Abends und nahm diese Aufgabe auch in der Folgezeit häufig wahr. Bis zum Umbau der Goldmark-Halle im Oktober 1941 konnten Opern nur konzertant mit Klavierbegleitung aufgeführt werden, das betraf Nabucco, Rebecca (Oratorium von César Franck), Fidelio, La juive, Orfeo ed Euridice und Die Entführung aus dem Serail. Mit Orchester wurden danach Aida und Die Königin von Saba aufgeführt, die Aida war noch für den 2. März 1944 angekündigt. Die letzte Veranstaltung in der Goldmark-Halle war am 18. März 1944, einen Tag vor der deutschen Besetzung Ungarns.
Auf dem Theater gab es Salomon An-skis Dibbuk, Friedrich Hebbels Judith, beide Inszenierungen mit Oskar Beregi, daneben wurden zeitgenössische Autoren wie Károly Pap mit Betséba (1940) und Mózes (1944), Dezső Szomory und Jenő Rejtő aufgeführt.
Annie Fischer spielte Bach und Beethovens Violinkonzert, der Pianist Pál Kadosa und der Cellist János Starker traten auf. Zoltán Kodály wurde zu seinem sechzigsten Geburtstag geehrt, seine Frau Emma Schlesinger war Jüdin, und es gab die ungarische Erstaufführung von Béla Bartóks Divertimento für Streichorchester am 7. Dezember 1942.
Auch der später in Auschwitz umgebrachte Clown Zoltán Hirsch hatte hier noch Auftritte.
Der Herausgeber des Nyugat-Nachfolgers „Magyar Csillag“ Gyula Illyés druckte trotz des Verbots Gedichte von Szilárd Darvas (1909–1961) und Zoltán Zelk (1906–1981).

### Theateraufführungen
Als die jüdischen Schauspieler nicht mehr im Theater auftreten durften, kam aus Kreisen der Ungarischen Staatsoper der Gedanke, eigene Vorstellungen im Goldmarksaal der Jüdischen Gemeinde zu geben. Der Präsident der Gemeinde, Dr. Ribári, holte dafür die Genehmigungen ein, an den Vorstellungen sollten nur jüdische Künstler mitwirken.

### Programm
Die Eröffnung fand am 8. Januar 1940 mit Moses, einem Stück von Imre Madách, statt. Oszkár Beregi spielte die Hauptrolle. Weitere Aufführungen waren:
| 4. Mai 1940       | Pergolesi: La serva padrona                 |
| 7. Dezember 1940  | Ermanno Wolf-Ferrari: Il segreto di Susanna |
| 27. Januar 1941   | Mozart: Die Entführung aus dem Serail       |
| 4. November 1941  | Dezső Szomory: Alice Takáts                 |
| 21. Dezember 1941 | Ede Donáth: Sulamith                        |
| 15. Mai 1942      | Mozart: Bastien und Bastienne               |
| 22. März 1943     | Jean Racine: Esther                         |

Die letzte Inszenierung, eine Komödie Molières, wurde nicht mehr gegeben, weil deutsche Soldaten während der Hauptprobe eindrangen und das Theater in Szeged schlossen. Das war das Ende der vierjährigen Theaterarbeit von OMIKE.

## Personen

### Leitung
- László Bánóczi war Direktor des Theaters von OMIKE
- Oszkár Beregi (1876, Budapest – 1965 Hollywood) Schauspieler, Direktor. Während der Jahre 1940–1944 war er Hauptdirektor des OMIKE-Theaters. In 1944 konnte er sich mit Hilfe seines Schwagers, des bedeutenden Sängers Koloman von Pataky, verbergen.
- László Weiner (1916 Szombathely – 1944 Lukov) Komponist, Pianist, Dirigent. Studierte bei Kodály an der Akademie. In 1942 heirateten er und Vera Rózsa. Er wurde 1943 deportiert. Auch Kodály konnte ihn nicht retten.[6]

### Musiker
- Emma Schlesinger, verheiratet mit Zoltán Kodály, Komponistin
- Vera Rózsa (1917, Budapest – 2010). Studierte an der Akademie als Dirigentin und später als Sängerin. Das erste Mal ist sie 1943 bei OMIKE aufgetreten. Sie sang in Händels Judas Maccabaeus und den Cherubino in Mozarts Le nozze di Figaro. Sie hat Rettung gefunden in der Schwedischen Botschaft mit Hilfe von Raoul Wallenberg, hat aber hat ihren Mann verloren. Nach der Befreiung sang sie an der Ungarischen Staatsoper und der Wiener Staatsoper
- Gabriella Relle (1902, Budapest – 1975) 1924–29 Solistin der Ungarischen Staatsoper, sie war in den dreißiger Jahren an der Berlin Staatsoper aufgetreten. Sie sang über 40 Rollen.
- Manci Herendi (1930 Budapest – ) Schauspielerin. Nach dem Krieg hat sie Hauptrollen gespielt in verschiedenen Städten in Ungarn.
- Dezső Ernster, Bassist. Hatte in Deutschland großen Erfolg gehabt. Als die Nazis die Macht ergriffen, ist er nach Ungarn zurückgekehrt. Hat beim OMIKE oft gesungen. 1944 wurde er verhaftet und in ein Lager gebracht, er war aber unter den 1.684 Juden, die durch Initiative von Rudolf Kasztner in die Schweiz gerettet wurden. Nach dem Krieg sang Ernster in Budapest und in verschiedenen Theatern des Auslands.
- Moshe Schwimmer (1918, Ukraine – 2003), Kantor. Schwimmer studierte in Brünn und sang dort im Chor des Konservatoriums und flüchtete vor den Nazis nach Budapest. Er gab Konzerte, bis er in ein Lager gebracht wurde. Nach der Befreiung trat er in Europa auf und wanderte später aus nach Chicago, wo er als Kantor im Ezra Tempel für 30 Jahre wirkte.
- Béla Lénárd (1892, Wien – 1960, Budapest), Schauspieler. In den zwanziger Jahren hat er in verschiedenen Komödien gespielt und ein Kabarett gegründet. Zwischen 1940 und 1944 ist er bei OMIKE aufgetreten. Nach dem Krieg hat er seine Theaterkarriere fortgesetzt.

### Bildende Künstler
- Imre Ámos Ungár (1907, Nagykálló – 1943 Ohrdruf) Grafiker. In dem Arbeitslager hat viele Zeichnungen vorbereitet die in dem OMIKE ausgestellt wurden. Später war er wieder verhaftet und nach Ukraine geschickt. Auch dort hat er weiter gezeichnet und auch Poesie geschrieben. Im Jahre 1943, haben ihn die Deutschen gezwungen, nach Westen zu marschieren. Während des Marsches ist er in einem nicht bekannten Ort gestorben. <die Märsche waren 1944/45>
- Ilka Gedő (1921, Budapest – 1985, Budapest) Malerin und Graphikerin. Sie nahm 1940 an der zweiten und 1943 an der fünften OMIKE-Ausstellung teil.[7] 1944 zeichnete sie in dem Budapester Ghetto eine große Reihe von Zeichnungen.

### Schriftsteller
Bei OMIKE wurden Klassiker aufgeführt, aber auch Stücke jüdischer Schriftsteller, deren Aufführung anderweitig verboten war.
- Bálint Lajos : Támár (1942) Drama[8]
- Károly Pap  (1897 Sopron – 1945 Bergen-Belsen)[9]
- Dezső Szomory (1869, Budapest – 1944 Budapest)
- Ernő Szép
- Ferenc Molnár (1878, Budapest – 1952, New York)
- Sándor Bródy

## Souvenir
- OMIKE Konzertprogramm Mai 1943 und September 1947[10]
- 2004 Jahn Auktion Budapesten V. Szent István Ringstrassert. 11.[11]